# Campeonato Mundial de Clubes de Balonmano Femenino

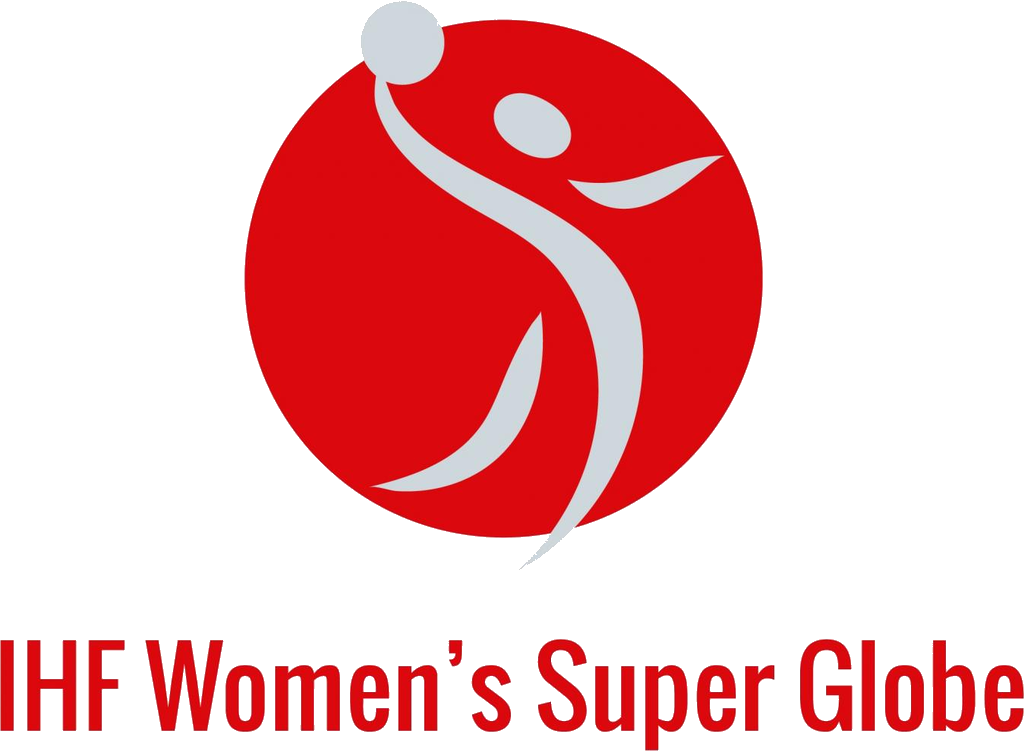

El IHF Women's Super Globe es el campeonato mundial de clubes de balonmano femenino. El organizador es la Federación Internacional de Balonmano.
El IHF Super Globe masculino se lleva a cabo desde 1997. El primer evento para equipos femeninos estaba programado para Brasil en 2016, pero el torneo fue cancelado. El torneo de 2019 fue la primera y hasta ahora única edición del Super Globe para equipos de clubes femeninos, donde el equipo angoleño del 1.º de agosto venció al derrotar al equipo anfitrión China National Club

## Clasificación
La competencia está organizada con ocho equipos, de los cuales un equipo recibe un comodín de la IHF.
Los otros siete lugares se asignan de la siguiente manera:
- Dos equipos de la nación anfitriona
- Ganador de la Supercopa Africana de Balonmano
- Ganador del Campeonato de la Liga Asiática de Clubes
- Ganador del Campeonato Australiano de Clubes de Balonmano
- Ganador del Campeonato de Balonmano de Clubes de América del Sur y Central
- Ganador de la Liga de Campeones Femenina de la EHF

## Ediciones
| Edición       | Sede        | Equipos | Oro           | Plata               | Bronce        |
| 2019 Detalles | Wuxi, China | 8       | Agosto Luanda | China National Club | UnC Concórdia |